# Juan Surraco
Juan Ignacio Surraco Lamé (Montevideo, 14 agosto 1987) è un ex calciatore uruguaiano, di ruolo attaccante.
Essendo in possesso del passaporto italiano, è comunitario.

## Biografia
Nell'ambito dell'inchiesta del calcioscommesse del 2011 viene interrogato anche Surraco nell'aprile 2012 come persona informata sui fatti.

## Caratteristiche tecniche
Solitamente impiegato come ala destra, può ricoprire anche diversi ruoli a centrocampo e come trequartista.

## Carriera

### Club
Viene scoperto a 15 anni dal Central Español, club con cui debutta nel professionismo nella stagione 2005-2006, al termine della quale disputa 12 partite segnando un gol.
Notato dagli osservatori dell'Udinese, si trasferisce al club friulano nel mercato estivo del 2006 e viene aggregato alla squadra primavera. Colleziona anche sporadiche panchine in campionato, ma non riesce a disputare alcuna partita nella stagione.
Per la Stagione 2007-2008 viene dunque ceduto in prestito al Messina in Serie B, dove l'allenatore Nello Di Costanzo lo impiega con discreta continuità; durante la stagione, scende in campo, infatti, 24 volte.
L'anno seguente si trasferisce, sempre in prestito, all'Ancona e i suoi miglioramenti sono costanti, anche in rapporto alle statistiche; sotto la guida del mister Francesco Monaco, Surraco è protagonista indiscusso della salvezza dei marchigiani, conquistata ai playout contro il Rimini. Con 33 presenze e 2 reti, si dimostra uno dei migliori esterni offensivi della serie cadetta. L'Ancona prova dunque a trattenerlo, esercitando il diritto di riscatto sul contratto, ma l'Udinese, grazie alla possibilità di controriscatto, lo riporta in Friuli.
L'estate successiva, il giocatore rimane ad Ancona e si rivela decisivo andando a segno nelle importanti vittorie contro Gallipoli e Torino. L'Ancona non riesce nell'impresa di qualificarsi ai playoff, ma Surraco si rivela ancora una volta uno dei migliori prospetti della Serie B.
Il 28 luglio 2010 si trasferisce, in prestito con diritto di riscatto, al Livorno prima dell'infortunio realizza sei reti in maglia amaranto.
Dopo il mancato riscatto del club livornese, e il successivo ritorno ad Udine, il 31 agosto 2011 il Torino ingaggia il giocatore con la formula del prestito con diritto di riscatto per la metà del cartellino. Dopo un inizio di stagione difficile a causa di un attacco di varicella, esordisce in campionato il 24 settembre 2011 nella partita vinta dai granata per 1-2 contro la Nocerina. Il 29 ottobre 2011, in occasione della gara contro l'Empoli, subisce una distorsione al ginocchio destro con lesione ai legamenti che lo costringe a uno stop di due mesi.
Segna il suo primo gol in maglia granata il 24 marzo 2012, nella partita casalinga vinta per 6-0 contro il Gubbio.
Rientrato all'Udinese dopo il prestito a Torino, svolge la preparazione estiva con la formazione friulana, ma il 9 agosto 2012 viene ceduto al Modena. Il 28 luglio 2013 viene acquistato a titolo definitivo dal Modena firmando un contratto biennale fino al 30 giugno 2015.
In totale con il Modena ha giocato 33 partite e segnato 2 gol.
Il 20 gennaio 2014 si trasferisce al Cittadella in Serie B. segnando soltanto due reti con la maglia dei veneti.
Il 30 luglio 2014 torna al Livorno.
Il 29 dicembre 2014 risolve consensualmente il suo contratto con il Livorno.
Nel marzo 2015 torna a giocare in Uruguay, firmando col Tanque Sisley.
Il 28 agosto 2015, dopo un periodo di prova, firma per i salentini del Lecce. Conclude la stagione con 6 reti in 28 partite.
Nell'estate 2016 viene acquistato dalla Ternana, militante in Serie B, con la quale firma un contratto annuale. Colleziona 14 presenze senza segnare.
Il 25 gennaio 2017 si trasferisce a titolo definitivo alla FeralpiSalò.
Nell'estate 2017 viene acquistato dalla Pistoiese e il 29 ottobre decide il derby toscano contro il Prato segnando il gol vittoria al 94º minuto. Resterà l'unico gol della stagione, chiusa con 35 presenze complessive.

### Nazionale
Non appena compiuti 18 anni, ha esordito nella nazionale uruguaiana Under-20, con la quale ha disputato tre partite.
Il 23 giugno 2007, prima del Mondiale Under-20, ha avuto un problema al ginocchio che ha messo in dubbio la sua partecipazione al torneo ma, superato il problema, è stato convocato ed ha giocato le gare contro Spagna (pareggio per 2-2) e Giordania (vittoria per 1-0).
Con la nazionale maggiore, inoltre, vanta due presenze.

## Statistiche

### Presenze e reti nei club
| Stagione           | Squadra            | Campionato         | Campionato | Campionato | Coppe nazionali | Coppe nazionali | Coppe nazionali | Coppe continentali | Coppe continentali | Coppe continentali | Altre coppe | Altre coppe | Altre coppe | Totale | Totale |
| Stagione           | Squadra            | Comp               | Pres       | Reti       | Comp            | Pres            | Reti            | Comp               | Pres               | Reti               | Comp        | Pres        | Reti        | Pres   | Reti   |
| ------------------ | ------------------ | ------------------ | ---------- | ---------- | --------------- | --------------- | --------------- | ------------------ | ------------------ | ------------------ | ----------- | ----------- | ----------- | ------ | ------ |
| 2005-2006          | Central Español    | PD                 | 12         | 1          | -               | -               | -               | -                  | -                  | -                  | -           | -           | -           | 12     | 1      |
| 2006-2007          | Udinese            | A                  | 0          | 0          | CI              | -               | -               | -                  | -                  | -                  | -           | -           | -           | 0      | 0      |
| 2007-2008          | Messina            | B                  | 24         | 0          | CI              | 1               | 0               | -                  | -                  | -                  | -           | -           | -           | 25     | 0      |
| 2008-2009          | Ancona             | B                  | 33+2       | 2          | CI              | 1               | 0               | -                  | -                  | -                  |             | -           | -           | 36     | 2      |
| 2009-2010          | Ancona             | B                  | 38         | 3          | CI              | 2               | 0               | -                  | -                  | -                  | -           | -           | -           | 40     | 3      |
| Totale Ancona      | Totale Ancona      | Totale Ancona      | 71+2       | 5          |                 | 3               | 0               |                    | -                  | -                  |             | -           | -           | 76     | 5      |
| 2010-2011          | Livorno            | B                  | 25         | 6          | CI              | 2               | 0               | -                  | -                  | -                  | -           | -           | -           | 27     | 6      |
| 2011-2012          | Torino             | B                  | 23         | 1          | CI              | 0               | 0               | -                  | -                  | -                  | -           | -           | -           | 23     | 1      |
| 2012-2013          | Modena             | B                  | 27         | 1          | CI              | 2               | 0               | -                  | -                  | -                  | -           | -           | -           | 29     | 1      |
| 2013-gen. 2014     | Modena             | B                  | 6          | 1          | CI              | 1               | 0               | -                  | -                  | -                  | -           | -           | -           | 7      | 1      |
| Totale Modena      | Totale Modena      | Totale Modena      | 33         | 2          |                 | 3               | 0               |                    | -                  | -                  |             | -           | -           | 36     | 2      |
| gen.-giu. 2014     | Cittadella         | B                  | 18         | 2          | CI              | -               | -               | -                  | -                  | -                  | -           | -           | -           | 18     | 2      |
| 2014-gen. 2015     | Livorno            | B                  | 4          | 0          | CI              | 1               | 0               | -                  | -                  | -                  | -           | -           | -           | 5      | 0      |
| Totale Livorno     | Totale Livorno     | Totale Livorno     | 29         | 6          |                 | 3               | 0               |                    | -                  | -                  |             | -           | -           | 32     | 6      |
| mar.-giu. 2015     | El Tanque Sisley   | PD                 | 7          | 0          | -               | -               | -               | -                  | -                  | -                  | -           | -           | -           | 7      | 0      |
| 2015-2016          | Lecce              | LP                 | 28+3       | 6          | CI+CI-LP        | 0+1             | 0               | -                  | -                  | -                  | -           | -           | -           | 32     | 6      |
| 2016-gen. 2017     | Ternana            | B                  | 14         | 0          | CI              | 0               | 0               | -                  | -                  | -                  | -           | -           | -           | 14     | 0      |
| gen.-giu. 2017     | Feralpisalò        | LP                 | 7          | 1          | CI+CI-LP        | -               | -               | -                  | -                  | -                  | -           | -           | -           | 7      | 1      |
| lug.-ago. 2017     | Feralpisalò        | C                  | -          | -          | CI+CI-C         | 1+0             | 0               | -                  | -                  | -                  | -           | -           | -           | 1      | 0      |
| Totale Feralpisalò | Totale Feralpisalò | Totale Feralpisalò | 7          | 1          |                 | 1               | 0               |                    | -                  | -                  |             | -           | -           | 8      | 1      |
| ago. 2017-2018     | Pistoiese          | C                  | 32+1       | 1          | CI-C            | 2               | 0               | -                  | -                  | -                  | -           | -           | -           | 35     | 1      |
| 2018-2019          | Prato              | D                  | 10         | 1          | CI-D            | 0               | 0               | -                  | -                  | -                  | -           | -           | -           | 10     | 1      |
| 2019-2020          | Prato              | D                  | 20         | 4          | CI-D            | 0               | 0               | -                  | -                  | -                  | -           | -           | -           | 20     | 4      |
| Totale Prato       | Totale Prato       | Totale Prato       | 30         | 5          |                 | 0               | 0               |                    | -                  | -                  |             | -           | -           | 30     | 5      |
| Totale carriera    | Totale carriera    | Totale carriera    | 329+6      | 30         |                 | 14              | 0               |                    | -                  | -                  |             | -           | -           | 349    | 30     |

### Cronologia presenze e reti in nazionale
| Cronologia completa delle presenze e delle reti in nazionale ― Uruguay | Cronologia completa delle presenze e delle reti in nazionale ― Uruguay | Cronologia completa delle presenze e delle reti in nazionale ― Uruguay | Cronologia completa delle presenze e delle reti in nazionale ― Uruguay | Cronologia completa delle presenze e delle reti in nazionale ― Uruguay | Cronologia completa delle presenze e delle reti in nazionale ― Uruguay | Cronologia completa delle presenze e delle reti in nazionale ― Uruguay | Cronologia completa delle presenze e delle reti in nazionale ― Uruguay |
| Data                                                                   | Città                                                                  | In casa                                                                | Risultato                                                              | Ospiti                                                                 | Competizione                                                           | Reti                                                                   | Note                                                                   |
| ---------------------------------------------------------------------- | ---------------------------------------------------------------------- | ---------------------------------------------------------------------- | ---------------------------------------------------------------------- | ---------------------------------------------------------------------- | ---------------------------------------------------------------------- | ---------------------------------------------------------------------- | ---------------------------------------------------------------------- |
| 21-5-2006                                                              | East Rutherford                                                        | Uruguay                                                                | 1 – 0                                                                  | Irlanda del Nord                                                       | Amichevole                                                             | -                                                                      | 83’                                                                    |
| 23-5-2006                                                              | Los Angeles                                                            | Uruguay                                                                | 2 – 0                                                                  | Romania                                                                | Amichevole                                                             | -                                                                      | 80’                                                                    |
| Totale                                                                 |                                                                        | Presenze                                                               | 2                                                                      |                                                                        | Reti                                                                   | 0                                                                      |                                                                        |